# 自見庄三郎
自見庄三郎（1945年11月5日—），日本醫生、醫學家、政治人物。曾任九州大學醫學部講師、七屆的眾議員。以及郵政大臣（第63代）、内閣府特命擔當大臣（金融擔當）、郵政民營化擔當大臣（菅直人內閣、野田内閣）、國民新黨黨魁等職務。日本參議院議員。
2013年3月21日宣佈國民新黨解散，自身為無黨籍人士。

## 相關
1997年12月16日，東京電視台撥放的動畫神奇寶貝第三十八集〈電腦戰士3D龍〉，片段裡的閃光特效引發大批觀眾癲癇、數百人送醫，史稱3D龍事件；此時本身也是醫生的自見採納了曾任職的九州大學醫學部教授的「光感受性發作」的建議分析發生原因和機械論，並以郵政大臣的身分做出「比利用透過光的畫面背景更強烈的閃爍畫面影像呈現」的對策，此後日本的動畫節目都會打出「觀看電視節目時，請保持室內明亮、不要太靠近電視機。」的字幕。

## 外部連結
- じみ庄三郎ホームページへようこそ! （页面存档备份，存于）（公式サイト）
- 自見庄三郎のブログ （页面存档备份，存于）